# Elizabeth Conwell Smith Willson
Elizabeth Conwell Smith Willson (ur. 1842, zm. 1864) – poetka amerykańska.

## Życiorys
Elizabeth Conwell Smith Willson urodziła się 26 kwietnia 1842 w Laurel w stanie Indiana. Ukończyła Depauw Academy w New Albany w Indianie. W 1863 wyszła za mąż za poetę Byrona Forceythe’a Willsona (1837-1867), brata gubernatora Kentucky Augustusa E. Willsona. Ich jedyne dziecko, Little Dolfi, zmarło wkrótce po narodzeniu 1 czerwca 1864. Niedługo potem, 13 października 1864 zmarła także Elizabeth, będąca zawsze słabego zdrowia. 

## Twórczość
Wiersze Elizabeth Conwell Smith Willson zostały włączone między innymi do antologii The Union of American Poetry and Art. A Choice Collection of Poems by American Poets Johna Jamesa Piatta (1880) i Poets and Poetry of Indiana Benjamina Strattana Parkera i Enosa Boyda Heineya (1900).